# بهرام مبشر
بهرام مبشر، در سال ۱۳۳۷ در تهران متولد شد. او دارای دکترای فیزیک کیهان‌شناسی است.

## موفقیت‌ها
- هشت سال تدریس در کالج سلطنتی لندن به عنوان استاد
- عضو عالی مؤسسه علوم تلسکوپ فضایی وابسته به سازمان ناسا (تلسکوپ هابل)
- نماینده سازمان فضایی اروپا (ESA) در سازمان تلسکوپ فضایی
- مسؤول آشکارساز nikmouse تلسکوپ فضایی هابل
- عضو اصلی تیمی که توسط تلسکوپ فضایی هابل توانست تصویر فراژرف کهکشان را برای نخستین بار به تصویر بکشد
- عضویت در تیمی که موفق به تصویر کشیدن موقعیت تغییر کهکشان‌های کوچک شده‌است.

## جوایز
- وی تاکنون بیش از ٢٠٠ مقاله علمی نوشته است و به موفقیت‌های بسیاری دست یافته است
- هشت سال تدریس در کالج سلطنتی لندن به عنوان استاد
- عضو عالی مؤسسه علوم تلسکوپ فضایی وابسته به سازمان ناسا (تلسکوپ هابل)
- نماینده سازمان فضایی اروپا (ESA) در سازمان تلسکوپ فضایی
- مسؤول آشکارساز nikmouse تلسکوپ فضایی هابل
- عضو اصلی تیمی که توسط تلسکوپ فضایی هابل توانست تصویر فراژرف کهکشان را برای نخستین بار به تصویر بکشد
- عضویت در تیمی که موفق به تصویر کشیدن موقعیت تغییر کهکشان‌های کوچک شده است.
- توسعه تحقیقات اطلاعات وسیع (Big Data) و آموزش موسوم به FIELS. در قالب این همکاری گسترده، آژانس فضانوردی آمریکا کمک قابل توجه ۴.۵ میلیون دلاری به تیم تحت امر پروفسور مبشر اعطا کرد.
- سال ۲۰۰۲: جایزه ناسا برای دستاوردهای برجسته فنی در سومین ماموریت تعمیر تلسکوپ فضایی هابل – سال ۰۵/۲۰۰۴: قرار گرفتن در بین ۵ درصد از دانشمندان موسسه علوم تلسکوپ فضایی (STScl) با بالاترین موفقیت علمی- سال ۰۵/۲۰۰۴: قرار گرفتن در بین سه عضور برتر دانشمندان STScl -سال ۲۰۰۴: جایزه دستاورد علمی از آژانس فضایی اروپا- سال ۲۰۰۷: دریافت جایزه جشنواره بین المللی خوارزمی – سال ۲۰۰۸ تاکنون: دانشیار موسسه فناوری کالیفرنیا- سال ۲۰۰۸ تاکنون: استاد کمک در پژوهشکده دانش های بنیادی (IPM) تهران.